# 立命館サステイナビリティ学研究センター
立命館大学サステイナビリティ学研究センター（りつめいかんだいがくさすていなびりてぃけんきゅうせんたあ、英称:Research Center for Sustainability Science, Ritsumeikan University、略称:RCS）は、立命館大学、立命館アジア太平洋大学を母体とした研究所である。

## 概要
サステイナビリティ学の推進が21世紀の大学に課せられた重大な使命であるという認識の下、2007年1月に開設された。
開設当時の名称は「立命館サステイナビリティ学研究センター」であった。
東京大学・東洋大学・国立環境研究所・東北大学・千葉大学・早稲田大学・立命館大学 などから成るサステイナビリティ学連携研究機構の研究拠点の1つでもある。
2016年4月に、これまでの衣笠キャンパス（京都市北区）から、大阪いばらきキャンパス（大阪府茨木市）に移転し、現在の名称となった。

## サステイナビリティ学とは
サステイナビリティ学（Sustainability Science）という語は、国際連合ブルントラント委員会の報告書であるおける1987年の報告に初めて登場した「持続可能な発展（開発）」という言葉を源泉とした学問分野である。しかしながら、現時点では一般に、「持続可能性」という語の意味についてすら、合意が形成されていないことを踏まえておく必要がある。
立命館大学サステイナビリティ学研究センターでは、サステイナビリティ学を「今、地球が直面する緊急課題を解決し、かつ将来世代の可能性を脅かさない現代社会の構築に問いを立て、理論を確立し、実践していくこと」と定義している。

## 主な研究活動とテーマ
研究活動は、サステイナビリティ学の構築に寄与する理論・実証的研究から各種のイベントや会議に至るまで様々であるが、現時点では以下のような研究テーマを中心に活動が展開されている。
- 自然共生型生活圏の研究
- 低炭素型活動の研究
- 水循環型生存の研究